# 순네

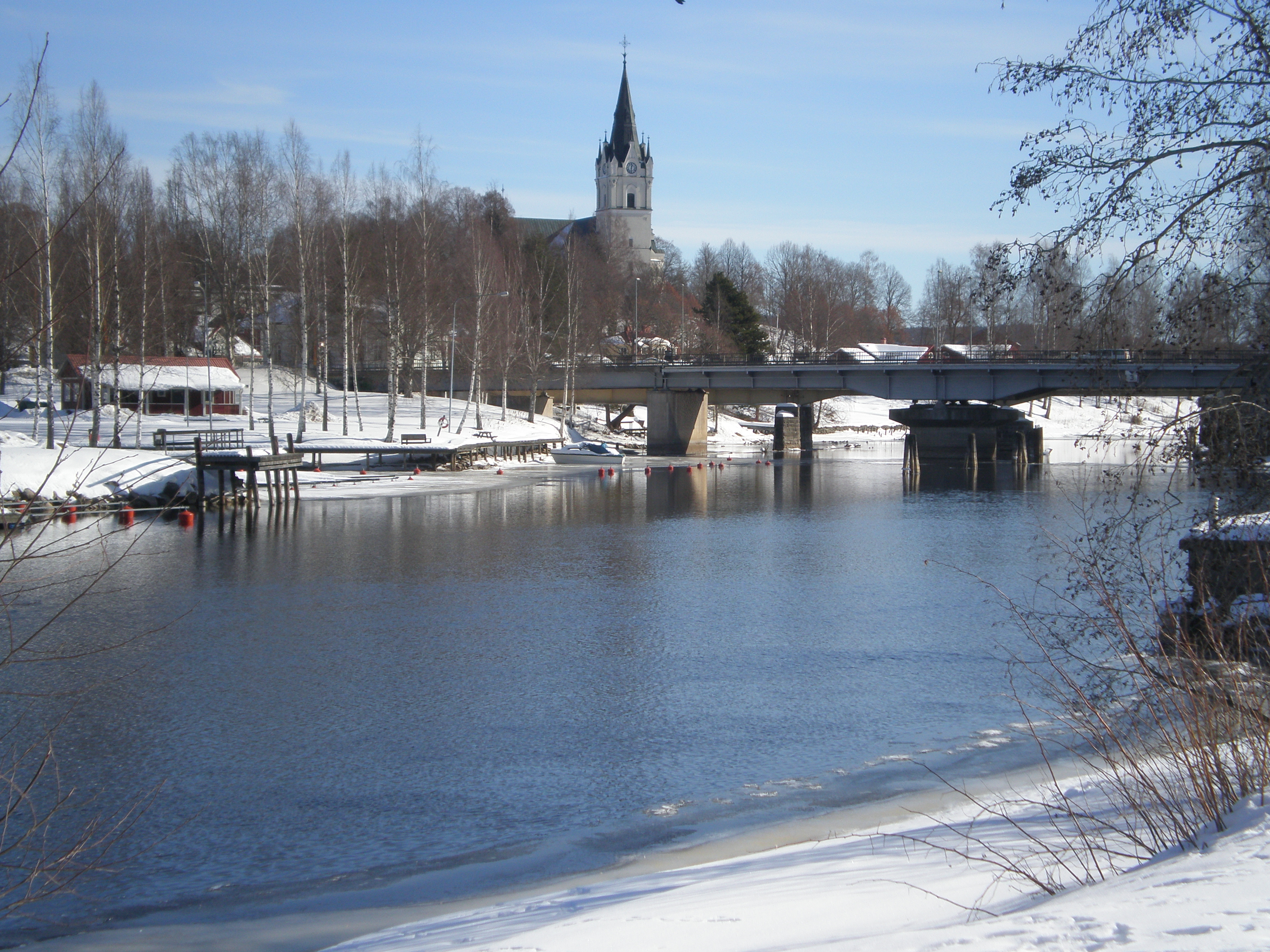
순네

순네(스웨덴어: Sunne)는 스웨덴 베름란드주의 도시로 면적은 4.57km2, 인구는 4,931명(2010년 12월 31일 기준), 인구 밀도는 1,078명/km2이다. 행정 구역상으로는 순네 시에 속한다.

시 문장